# Ctenidium malacodes
Ctenidium malacodes är en bladmossart som beskrevs av Mitten 1869. Ctenidium malacodes ingår i släktet Ctenidium och familjen Hypnaceae. Inga underarter finns listade i Catalogue of Life.